# 年輕非洲人體育俱樂部
年輕非洲人體育俱樂部（Young Africans Sports Club）是一支位於坦桑尼亞達累斯薩拉姆的職業足球會，目前於坦桑尼亞足球超級聯賽角逐。

## 外部連結
- Official Site （斯瓦希里语）
- Young Africans SC Facebook Page （页面存档备份，存于）
- Young Africans SC Twitter Page （页面存档备份，存于）
- Young Africans SC Instagram Page （页面存档备份，存于）